# Helmut Qualtinger

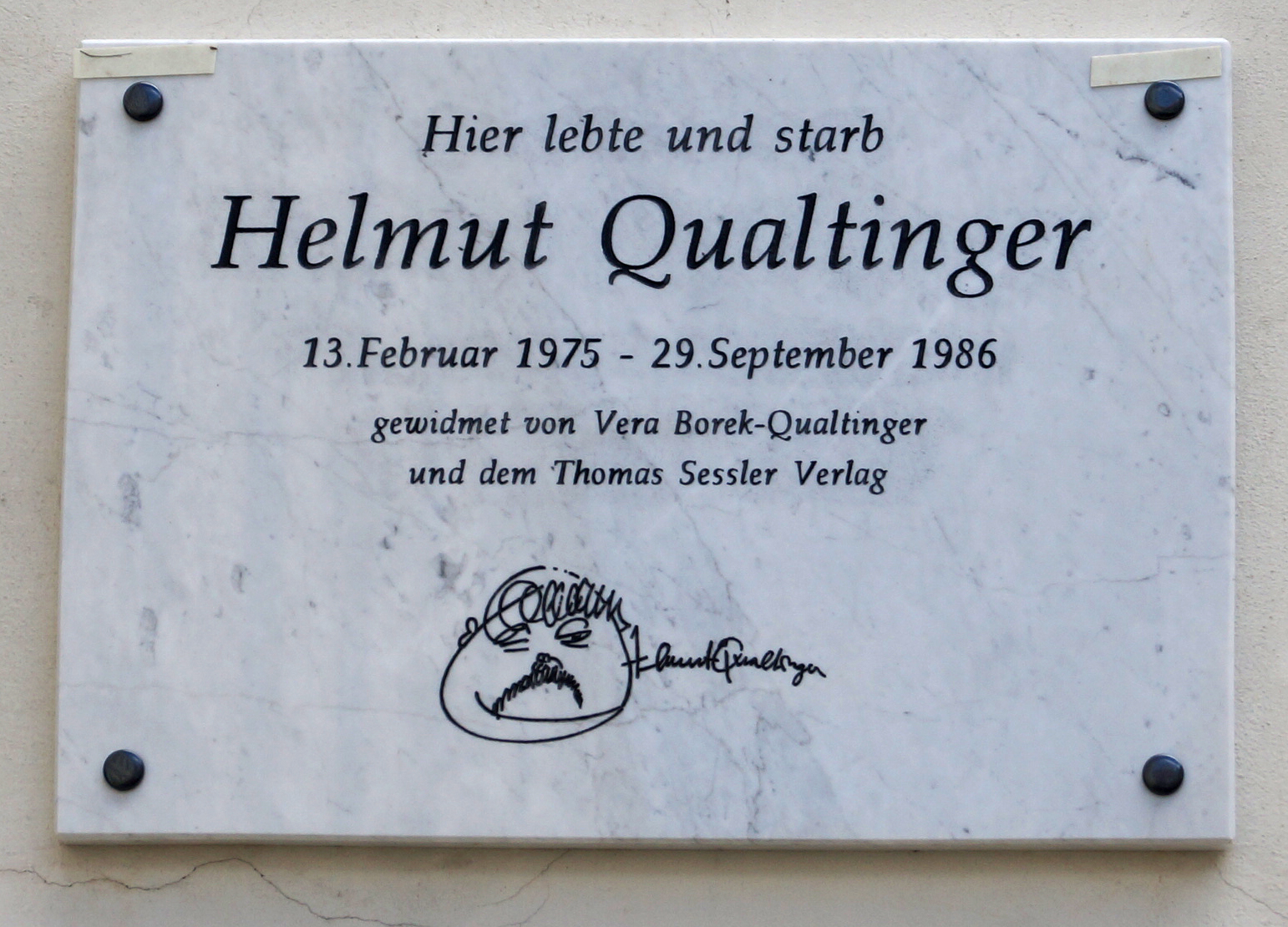
Placa conmemorativa de Helmut Qualtinger em Heiligenkreuzerhof (Viena)

Helmut Gustav Friedrich Qualtinger (Viena, 8 de outubro de 1928 - Viena, 29 de setembro de 1986) foi um ator, escritor, artista de cabaret e recitador de nacionalidade austríaca.

## Biografia
Helmut Qualtinger nasceu em Viena, Áustria, no seio de uma família de classe média alta, sendo seu pai um professor de matemática, física e química do atual Erich Fried Realgymnasium de Alsergrund e fervoroso nazista. Sua mãe, Ida  Ladstätter, era dona-de-casa. Qualtinger, que foi um ávido leitor desde sua juventude, fundou o teatro juvenil Mozart-Bühne junto a Walter Kohut e ao filho do ator do Burgtheater Philipp Zeska. A sua primeira atuação (com a obra Nur keck!, de Johann Nestroy) foi assistida pelo escritor Heimito von Doderer, que alentou a Qualtinger a continuar esse caminho. Qualtinger iniciou estudos de medicina e jornalismo, mas interrompeu-os para ingressar no Seminário Max Reinhardt de Viena. No entanto, suas primeiras tentativas como ator teatral em Viena e em Graz acabaram fracassando.
Qualtinger trabalhou como jornalista depois do final da Segunda Guerra Mundial, foi estudante convidado do Seminário Max Reinhardt, e atuou num palco juvenil. Em 1947 fez suas primeiras atuações como artista de cabaret, trabalhando no Studio der Hochschulen de Viena. As forças de ocupação soviética encarceraram-no três meses porque confiscou uma mansão para fazer um teatro de esquerda, recrutando atores com uma estrela soviética no peito e com cartas de autorização fabricadas por ele mesmo.
Em 1949 estreou em Graz sua primeira obra teatral, Jugend vor dêem Schranken, que originou escândalo ao tratar sobre o empobrecimiento da juventude austríaca na época da pós-guerra. Os protestos do público durante a representação obrigou a solicitar a presença da polícia para proteger aos atores. A obra foi retirada de cartaz no dia seguinte. Em anos posteriores e até 1960 trabalhou com o grupo de cabaret Namenloses Ensemble, formado com Gerhard Bronner, Carl Merz, Louise Martini, Peter Wehle, Georg Kreisler e Michael Kehlmann. Seu número Travnicek-Dialoge, com Gerhard Bronner (escrito por Merz e Qualtinger) tem passado à história do cabaret.

### Der Herr Karl
Em 1961 Qualtinger trabalhou num monólogo, Der Herr Karl (dirigido por Erich Neuberg). Herr Karl trabalha no sótão de uma loja de alimentos, e conta a um colega imaginário sua vida antes, durante e após a guerra. A personagem, que ao princípio parece um bom tipo, vai progredindo até que o espectador adverte que se trata de um homem perigoso e imprevisível.
A entonação do ator era fundamental na representação. Provavelmente várias figuras reais serviram de modelo a Qualtinger. A figura de Herr Karl valeu-lhe muitos inimigos, e inclusive ameaças de morte em Áustria.

### Trabalho teatral
Como ator teatral, Qualtinger atuou principalmente no Volkstheater de Viena, sob direção de Gustav Manker. Entre as peças que representou figuram Eine Wohnung zu vermieten (1962, de Johann Nestroy), Der Talisman (1969, de Nestroy), Schuld und Sühne (1969, de Fiódor Dostoyevski), Geschichten aus dem Wiener Wald (1968), König Johann (1970, de Dürrenmatt a partir de Shakespeare), Sylvester oder dás Massaker im Hotel Sacher (1971, de Wolfgang Bauers com direcção de Bernd Fischerauer), e O cántaro rompido (1972, de Heinrich von Kleist). No Theater in der Josefstadt Qualtinger actuou na obra de Friedrich Schiller Der Parasit (1950, dirigida por Gustav Manker), em Liliom (1960, de Ferenc Molnár) e Der böse Geist Lumpazivagabundus (1964, de Nestroy).

### Outras atividades
Helmut Qualtinger foi considerado mais como um crítico desapiedado do homem comum que como um crítico do poderoso. No entanto, diz-se que foi motivo da renúncia do então Presidente do Conselho Nacional, Felix Hurdes, por causa da canção Der Papa wird’s schon richten (texto e música de Gerhard Bronner). O filho de Hurdes estaria envolvido num acidente de trânsito com mortos, que o político teria tentado ocultar. Qualtinger, ademais, escreveu opiniões e comentários no jornal Kurier desde 1955 a 1961, junto a Carl Merz, no espaço semanal Blattl vor’m Mund.
Em 1976 produziu-se um escândalo televisivo ao aparecer Qualtinger em estado de embriaguez no talk show 3 nach 9, emitido por Rádio Bremen.
A partir dos anos 1970, Qualtinger reforçou sua faceta literária, dedicando-se a cada vez mais a gira-las como recitador. Suas leituras de textos próprios e estrangeiros (entre eles o Mein Kampf de Adolf Hitler) tiveram tanto sucesso que inclusive gravou vários discos com elas. Igualmente, foi ator cinematográfico e televisivo, sendo em 1986 o Monge Remigio da Varagine no filme O Nome da Rosa.

### Morte

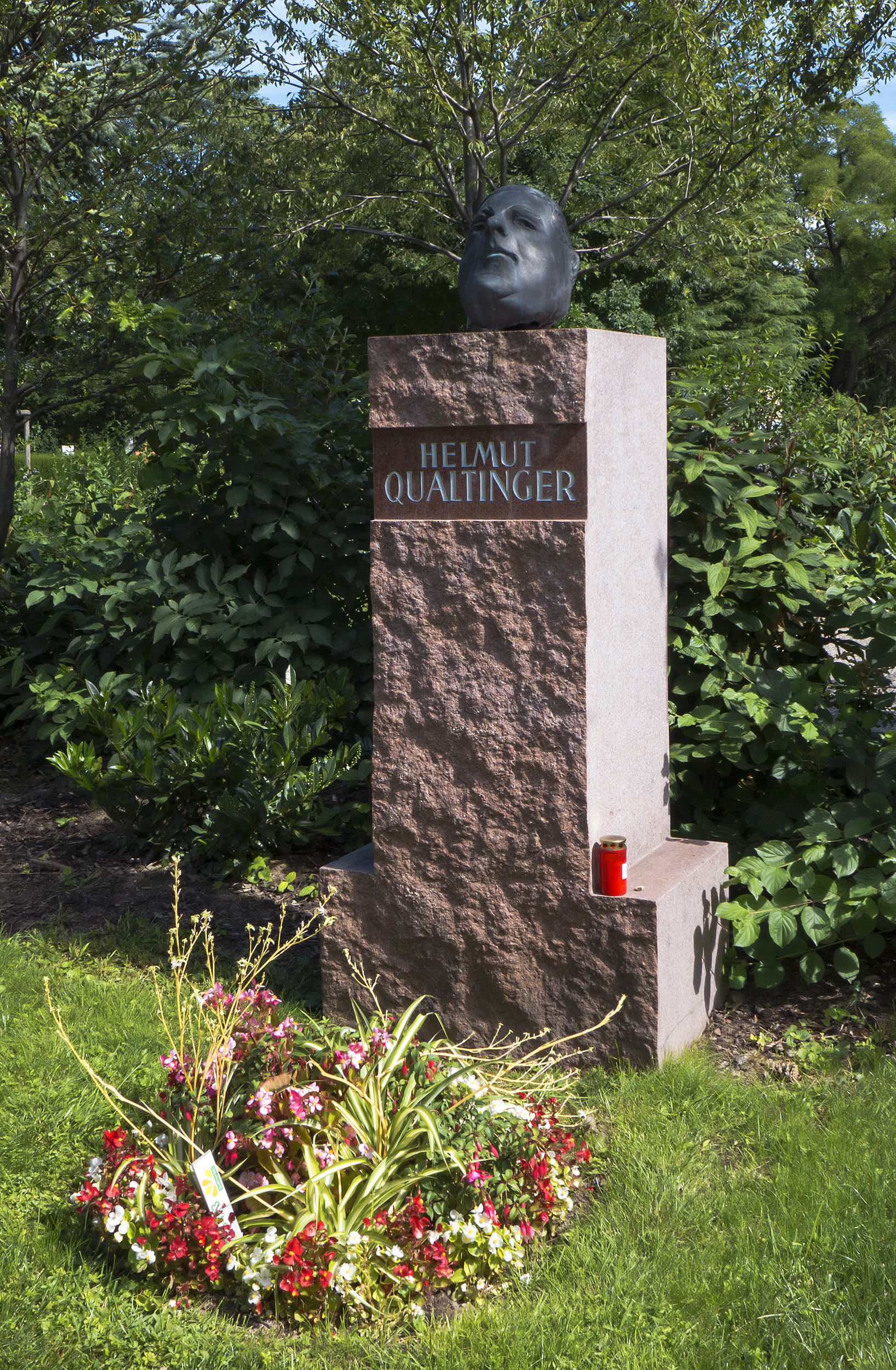
Tumba no Cemitério central de Viena

Durante as filmagens de O Nome da Rosa, Qualtinger adoeceu gravemente. A filmagem teve de interromper-se com frequência pois era atacado por dores. Foi seu último filme. O ator faleceu aos 57 anos de idade, por causa de uma cirrose hepática, em 29 de setembro de 1986 em Viena. Foi enterrado num túmulo honorífico no Cemitério central de Viena (Gruppe 33 G, Nummer 73). Seu património conserva-se na Wienbibliothek im Rathaus.
Helmut Qualtinger casou-se duas vezes, a primeira em 1952 com a escritora infantil Leomare Seidler, e a segunda em 1982 com a atriz Lado Borek. Fruto de seu primeiro casamento foi o pintor, escritor, músico e artista de cabaret Christian Heimito Qualtinger (nascido em 1958).

## Filmografía
- 1952 : 1. April 2000
- 1953 : Einmal keine Sorgen haben
- 1953 : Hab’ ich nur Deine Liebe
- 1954 : König der Manege
- 1955 : Du bist die Richtige
- 1955 : Hanussen
- 1955 : Sonnenschein und Wolkenbruch
- 1957 : Das Abgründige in Herrn Gerstenberg (telefilm)
- 1957 : Scherben bringen Glück
- 1958 : Man müßte nochmal zwanzig sein
- 1959 : Mikosch im Geheimdienst
- 1959 : Die schöne Lügnerin
- 1960 : Mit Himbeergeist geht alles besser
- 1961 : Geschichten aus dem Wiener Wald (telefilm)
- 1961 : Die Kurve (telefilm)
- 1961 : Der Herr Karl (telefilm)
- 1961 : Mann im Schatten
- 1963 : Biedermann und die Brandstifter (telefilm)
- 1965 : Lumpazivagabundus
- 1965 : Radetzkymarsch (telefilm)
- 1965 : Der Himbeerpflücker (telefilm)
- 1966 : Die Hinrichtung (telefilm)
- 1966 : Der Fall Bohr (telefilm)
- 1967 : Umsonst! (telefilm)
- 1967 : Kurzer Prozeß
- 1967 : Der Paukenspieler (también guionista)
- 1968 : Das Schloß
- 1969 : Das weite Land (telefilm)
- 1970 : Passion eines Politikers (telefilm)
- 1971 : Geschäfte mit Plückhahn (telefilm)
- 1971 : Das falsche Gewicht (telefilm)
- 1973 : Der Kulterer (telefilm)
- 1974 : Krankensaal 6
- 1975 : Eiszeit
- 1975 : Der Richter und sein Henker
- 1976 : MitGift
- 1976 : Köznapi legenda (telefilm)
- 1976 : Alpensaga (serie TV)
- 1977 : Abelard
- 1977 : Mulligans Rückkehr (telefilm)
- 1979 : Grandison
- 1979 : Geschichten aus dem Wienerwald
- 1983 : Katzenspiel (telefilm)
- 1986 : Das Diarium des Dr. Döblinger
- 1986 : O Nome da Rosa

## Cabaret
- 1947 : Die Grimasse, em Studio der Hochschulen (direcção de Michael Kehlmann)
- 1950 : Blitzlichter, com Michael Kehlmann e Carl Merz, Kleinen Theater im Konzerthaus
- 1951 : Reigen 51, com Michael Kehlmann, Carl Merz e Gerhard Bronner em Kleinen Theater im Konzerthaus
- 1952 : Brettl vor’m Kopf, com Michael Kehlmann, Carl Merz e Gerhard Bronner em Kleinen Theater im Konzerthaus
- 1956 : Blattl vor’m Mund, com Michael Kehlmann, Carl Merz e Gerhard Bronner em Intimen Theater
- 1956 : Glasl vor’m Aug, em Intimen Theater
- 1958 : Spiegel vor’m Gsicht (produção televisiva)
- 1959 : Dachl über’m Kopf
- 1959 : Hackl vor’m Kreuz
- 1961 : Der Herr Karl, com Carl Merz
- 1963 : Alles gerettet, com Carl Merz
- 1965 : Die Hinrichtung, com Carl Merz

## Discografía
- Der Bundesbahn Blues Harmona 3D 36350 (1956)
- Der konfuse Zauberer (Johann Nestroy) Preiser Records SPR 3348.
- Bösendorfer (Ferenc Karinthy), Preiser Records 90559.
- Der böhmische Herr Karl (Bohumil Hrabal), Preiser Records 93104.
- Der ewige Spießer (Ödön von Horváth), Preiser Records 90198.
- Der g’schupfte Ferdl
- Der Herr Karl (H. Q., Carl Merz), Preiser Records 93001.
- Der Qualtinger – ein kabarettistisches Porträt, Preiser Records 93095.
- Die Hinrichtung (H. Q., Carl Merz), Preiser Records 90318.
- Der Rosenkavalier (Hugo von Hofmannsthal), 90130 (2 CD).
- Die letzten Tage der Menschheit (Karl Kraus), Partes 1 a 5, Preiser Records 93009, 93014, 93018, 93228, 93266.
- Die Qualtinger-Songs, Preiser Records 90065.
- Fifi Mutzenbacher (Wolfgang Bertrand), Preiser Records 90950.
- Frühere Verhältnisse (Johann Nestroy), Preiser Records 93156.
- Geschichten aus dem Wienerwald – Heurige und gestrige Lieder (com André Heller), Polydor 831 290-1.
- Hackl vor’m Kreuz, programa de cabaret com Gerhard Bronner, Carl Merz, Louise Martini e Peter Wehle, Preiser Records 90162.
- Helmut Qualtinger liest Jaroslav Temšek: Die Abenteuer dês braven Soldaten Schwejk, Preiser Records 1986 (3CD).
- Kabarett aus Wien, Preiser Records 90081.
- Kabarettisten singen Klassiker, Preiser Records 93098.
- Mein Kampf (Adolf Hitler), Preiser Records 93224 (2 CD), como Video: Helmut Qualtinger liest Mein Kampf, Absolut Medeiem, Fridolfing 2016, ISBN 978-3-89848-579-1.
- Mit fremden Federn (Robert Neumann) , Preiser Records 90194.
- Moritaten (com Kurt Sowinetz), Preiser Records 90016, Música de Ernst Kölz.
- Österreichisches Lesebuch (Anton Kuh), Preiser Records 93006.
- Qualtinger in Linz, Preiser Records 93039.
- Qualtinger liest Qualtinger (Gesamtausgabe), Preiser Records 90280 (4 CD).
- Qualtingers böseste Lieder, Preiser Records 90312.
- Reigen (Arthur Schnitzler), Preiser Records 93124 (2 CD), direcção de Gustav Manker, com Hilde Sochor, Helmuth Lohner, Hans Jaray, Blanche Aubry, Christiane Hörbiger, Peter Weck e Robert Lindner.
- Schallplattl vor’m Mund, Preiser Records 90026.
- Schwarze Lieder, Preiser Records 90007.
- Schüttelreime (Franz Mittler, Hans Grümm), Preiser Records 90178.
- Tagesbefehl (H. L. Stein), Preiser Records 90638.
- Travniceks gesammelte Werke (H. Q., Carl Merz), Preiser Records 9310.
- François Villon (übersetzt von H. C. Artmann, mit Jazz von Fatty George), Preiser Records 93037.
- Wiener Bezirksgericht (Günther Fritsch), Partes 1 a 4, Preiser Records 93041, 93136, 93184, 90253.
- Ernst Toller. Szenen aus einer deutschen Revolution (Tankred Dorst), Preiser Records 99009.

## Prêmios
- 1972 : Filmband in Gold dos Deutscher Filmpreis por Dás falsche Gewicht